# 科瓦利 (科羅斯堅區)
50°46′13″N 28°39′31″E / 50.77028°N 28.65861°E
科瓦利（烏克蘭語：Ковалі），是烏克蘭的村落，位於該國北部日托米爾州，由科羅斯堅區負責管轄，始建於1611年，面積1.27平方公里，海拔高度185米，2001年人口352，人口密度每平方公里276.3人。